# Argecilla
Argecilla – gmina w Hiszpanii, w prowincji Guadalajara, w Kastylii-La Mancha, o powierzchni 40,67 km². W 2011 roku gmina liczyła 77 mieszkańców.